# Beljevina (ort)
Beljevina är en ort i Kroatien.   Den ligger i länet Baranja, i den östra delen av landet, 160 km öster om huvudstaden Zagreb. Beljevina ligger 104 meter över havet och antalet invånare är 814.
Terrängen runt Beljevina är platt. Runt Beljevina är det ganska glesbefolkat, med 29 invånare per kvadratkilometer. Närmaste större samhälle är Našice, 10,2 km sydost om Beljevina. Trakten runt Beljevina består till största delen av jordbruksmark.